# Ийджу
Ийджу́ — місто в Північній Кореї.
Місто розташоване на лівому березі річки Амноккан (Ялуцзян), у місці, де впадає річка Айхе, на північ від міста Сінийджу. Навпроти знаходиться китайський берег.